# غاري هاريس
غاري هاريس (بالإنجليزية: Gary Harris)‏ مواليد 14 سبتمبر 1994، هو لاعب كرة سلة أمريكي يلعب مع فريق دنفر ناغتس في الرابطة الوطنية لكرة السلة ويحمل الرقم 14. يبلغ طوله 6 قدم 4 بوصة (1.9 م).

## فرق لعب لها
- دنفر ناغتس

## روابط خارجية
- غاري هاريس على موقع إن بي أي (الإنجليزية)
- غاري هاريس على موقع سبورتس رفرنس (الإنجليزية)
- غاري هاريس على موقع كرة السلة الأوروبية.كوم (الإنجليزية)
- غاري هاريس على موقع إي إس بي إن.كوم (الإنجليزية)
- غاري هاريس على موقع كلية كرة السلة في سبورتس رفرنس.كوم (الإنجليزية)
- غاري هاريس على موقع ريلجم (الإنجليزية)
- غاري هاريس على موقع بروبوليرز (الإنجليزية)